# 岡山市立図書館
岡山市立図書館（おかやましりつとしょかん）は、岡山県岡山市にある市立図書館である。

## 各図書館
- 岡山市立中央図書館
- 岡山市立幸町図書館（西川アイプラザ内）
- 西大寺緑花公園 緑の図書室

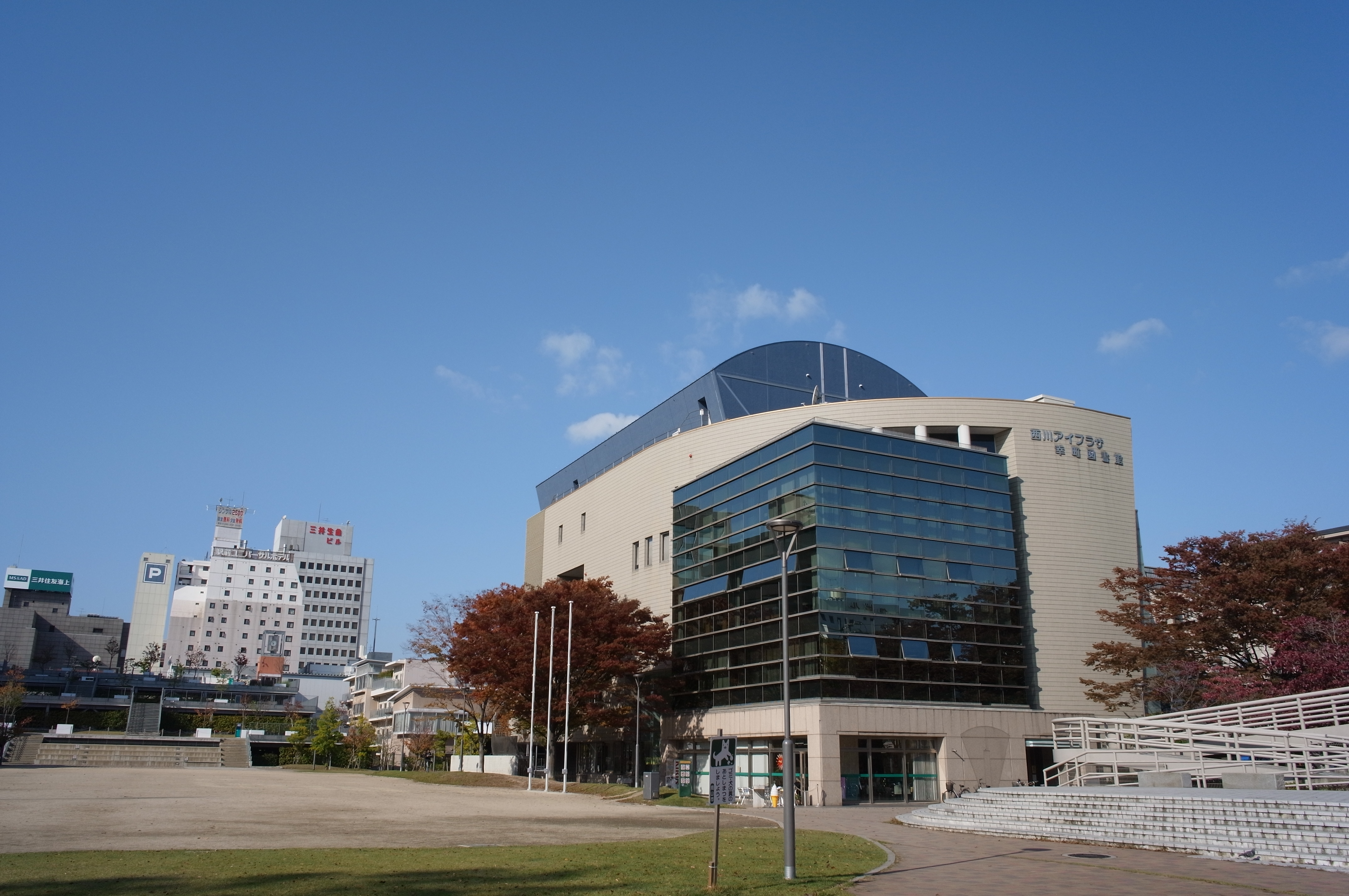
西川アイプラザ 幸町図書館

- 岡山市立浦安総合公園図書館（岡山市総合文化体育館内）
- 岡山市立伊島図書館（京山公民館内）
- 岡山市立足守図書館（足守公民館内）
- 岡山市立御津図書館（御津文化センター内）
- 岡山市立灘崎町図書館（旧灘崎町図書館）
- 岡山市立建部町図書館（旧建部町図書館）
- 岡山市立瀬戸町図書館（旧瀬戸町図書館）